# تشيس سيمون
تشيس سيمون (بالإنجليزية: Chase Simon)‏ مواليد 11 مارس 1989 في ديترويت، هو لاعب كرة سلة أمريكي. بدأ مسيرته الاحترافية في سنة 2012. يحمل الرقم 3. يبلغ طوله 6 قدم 6 بوصة (2.0 م).

## المسيرة الاحترافية
لعب مع نادي أريس لكرة السلة في سنة 2012، ثم لعب مع شياولياي في موسم 2012–2013، ثم لعب مع نادي فوتسوافك لكرة السلة في موسم 2014–2015، ثم لعب مع باسكت مانريسا في الدوري الإسباني في موسم 2015–2016.

## روابط خارجية
- تشيس سيمون على موقع الدوري الإسباني لكرة السلة (الإسبانية)
- تشيس سيمون على موقع كرة السلة الأوروبية.كوم (الإنجليزية)
- تشيس سيمون على موقع كلية كرة السلة في سبورتس رفرنس.كوم (الإنجليزية)
- تشيس سيمون على موقع ريلجم (الإنجليزية)
- تشيس سيمون على موقع بروبوليرز (الإنجليزية)
- تشيس سيمون على موقع سبورتس رفرنس (الإنجليزية)